# Só por uma Noite
"Só por uma Noite" é o segundo single do álbum Bocas Ordinárias de Charlie Brown Jr.
A canção está incluída na trilha-sonora de 2003 do seriado teen Malhação. No mesmo ano, ela chegou a figurar no topo das mais tocadas em Portugal.

## Videoclipe
O videoclipe de Só por Uma Noite foi lançado em 2003. Com direção de Chorão e Johnny Araújo, o clipe foi filmado em dois dias. No primeiro dia, Paulo Miklos e o Charlie Brown Jr. fizeram as imagens da gravação de um clipe fictício, e, no segundo, a equipe técnica foi para Santos gravar os balõezinhos de pensamento. A ideia original do clipe foi do Chorão.
O história contada no videoclipe é que um diretor de cinema (interpretado por Paulo Miklos) é contratado pela banda para montar o clipe perfeito para uma banda cheia de problemas.

## Desempenho nas Paradas de Sucesso
| Ano  | Single             | Charts      | Charts         | Charts       | Charts    | Charts        | Charts | Charts | Álbum            |
| Ano  | Single             | BRA Hot 100 | BRA Hit Parade | BRA Year End | Bill. BRA | Bill. Pop BRA | HSPN   | POR    | Álbum            |
| ---- | ------------------ | ----------- | -------------- | ------------ | --------- | ------------- | ------ | ------ | ---------------- |
| 2002 | "Só por uma Noite" | 1           | 1              | 55           | —         | —             | 1      | 1      | Bocas Ordinárias |

### iTunes Brasil
Alavancada pela morte de Chorão, ocorrida em 06/03/2013, Só Por Uma Noite ficou na 8a poição entre as músicas mais vendidas da semana (de 03/03 a 09/03) do iTunes Brasil.

## Prêmios e indicações
| Ano  | Prêmio                 | Categoria             | Resultado | Ref.  |
| ---- | ---------------------- | --------------------- | --------- | ----- |
| 2003 | MTV Video Music Brasil | Videoclipe do Ano     | Indicado  | [ 5 ] |
| 2003 | MTV Video Music Brasil | Videoclipe de Rock    | Venceu    | [ 5 ] |
| 2003 | MTV Video Music Brasil | Direção em Videoclipe | Indicado  | [ 5 ] |